# 나캄

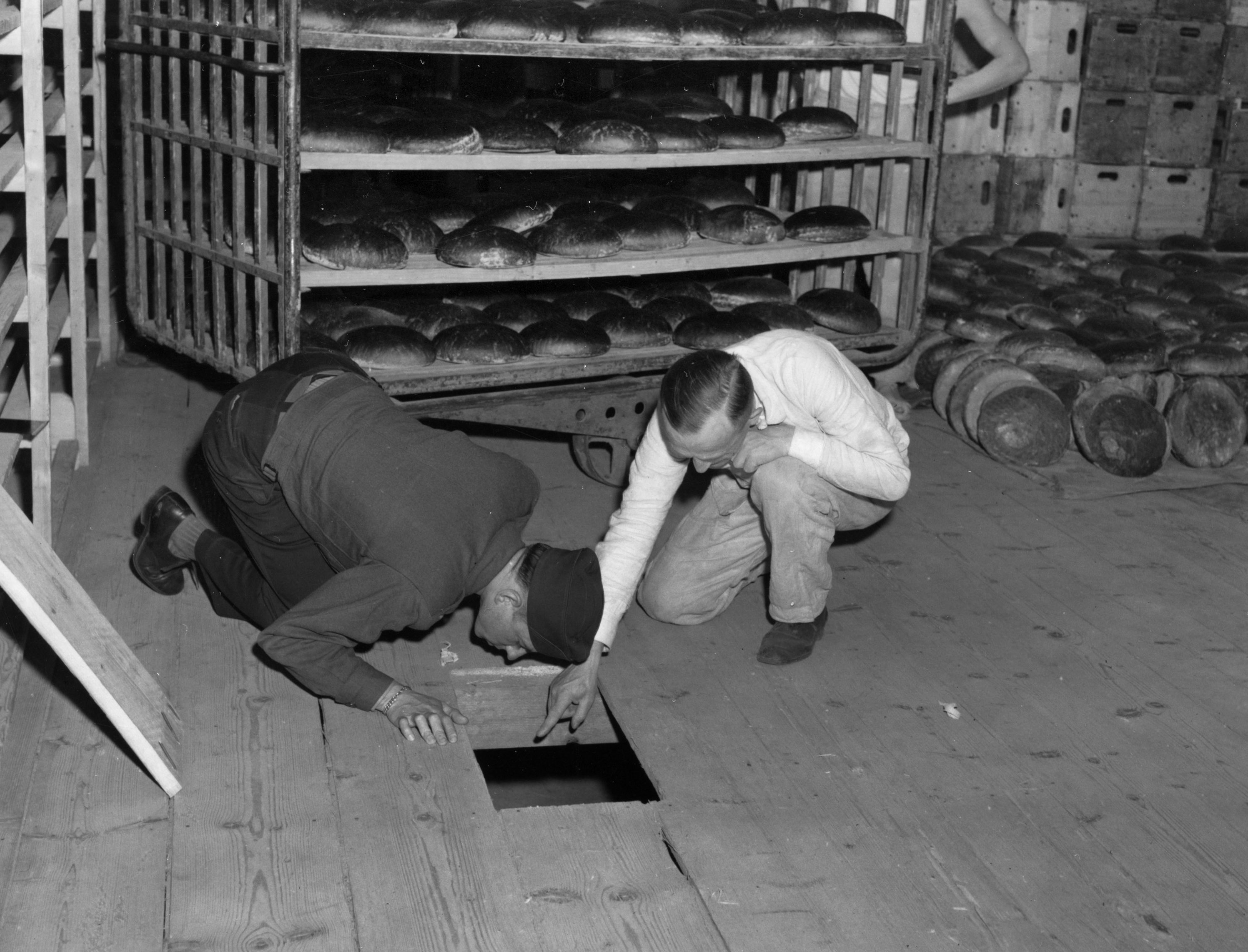
뉘른베르크에서 미국의 중위(왼쪽)와 독일의 형사가 소비자 협동 조합 빵집을 조사하고 있다.

나캄(히브리어: נקם, '복수'라는 뜻)은 50명의 홀로코스트 생존자로 구성된 준군사조직으로, 1945년에 홀로코스트로 600만의 유대인이 대량 학살된 사건에 대한 "똑같이 독일인을 학살하겠다"라는 복수를 목표로 활동했다. 나캄을 이끈 아바 코브너는 "국가를 위한 국가"라는 무차별적인 복수의 형태로 600만 명의 독일인을 살해하려고 했다.